# Sally
Sally é um filme norte-americano de 1929, do gênero musical, dirigido por John Francis Dillon e estrelado por Marilyn Miller e Alexander Gray.

## Produção
O roteiro é baseado na peça homônima que teve 561 apresentações na Broadway entre dezembro de 1920 e abril de 1922. A história foi transposta para as telas, primeiramente, em 1925, com direção de Alfred E. Green.
Marilyn Miller repetiu no cinema sua interpretação do papel título da montagem de 1923, que teve 24 apresentações. Ela teria recusado todas as ofertas recebidas de Hollywood enquanto os filmes ainda eram mudos e teria recebido $149,000 do estúdio pelo seu trabalho.
O filme foi realizado em um Technicolor primitivo, de dois tons.

## Sinopse
Sally, garçonete que sonha com uma carreira na dança, desperta a atenção de Blair Farell, playboy de Long Island noivo de Marcia, a quem não ama.

## Premiações
| Patrocinador                                  | Prêmio | Categoria              | Situação |
| --------------------------------------------- | ------ | ---------------------- | -------- |
| Academia de Artes e Ciências Cinematográficas | Oscar  | Melhor Direção de Arte | Indicado |

## Elenco
| Ator/Atriz          | Personagem        |
| ------------------- | ----------------- |
| Marilyn Miller      | Sally             |
| Alexander Gray      | Blair Farell      |
| Joe E. Brown        | Grand Duke Connie |
| T. Roy Barnes       | Otis Hooper       |
| Pert Kelton         | Rosie             |
| Ford Sterling       | Pops Shendorff    |
| Maude Turner Gordon | Senhora Ten Brock |
| E. J. Ratcliffe     | John Farell       |
| Jack Duffy          | Roue              |
| Ethel Stone         | Lutie             |
| Nora Lane           | Marcia            |